# Aditi Ashok
Aditi Ashok (en kannada : ಅದಿತಿ ಅಶೋಕ್, et en hindi : अदिति अशोक), née le 29 mars 1998 à Bangalore, dans le Karnataka en Inde, est une golfeuse professionnelle indienne.

## Biographie
Ashok n'a pas été poussée par ses parents à pratiquer le golf. Cette envie de pratiquer ce sport lui est venu dans l'enfance ; alors âgée de cinq ans, elle mange dans un restaurant avec une vue sur le practice d'un golf et demande à son père ce qu'ils (les golfeurs) fonts, son père lui répondant que si elle veut, elle peut essayer.
Avant sa carrière de golfeuse professionnelle, elle étudie à la Frank Anthony Public School où elle renforce sa passion pour le golf.
À partir de ce moment, son père et sa mère la soutienne dans sa carrière de golfeuse, son père allant même à l'aider dans le transport de son sac de sport pour les grandes compétitions.
En 2016, avec sa participation aux Jeux olympiques d'été à Rio de Janeiro, elle devient la première et la seule golfeuse indienne à avoir participé à quatre grandes compétitions internationales qui sont les Jeux asiatiques de la jeunesse en 2013, les Jeux Olympiques de la Jeunesse en 2014, les Jeux asiatiques de 2014 et les Jeux Olympiques de 2016.
C'est également la première indienne à remporter le Lalla Aicha Tour School lui permettant de décrocher une place pour les Ladies European Tour en 2016 où elle bat le danois Daisy Nielsen. Elle remporte ce tournoi en devenant la première indienne à remporter le Women's Indian Open.
À l'aube des Jeux olympiques d'été de 2020 à Tokyo, elle est la golfeuse indienne la mieux classée de son pays.

## Jeux olympiques

### Jeux olympiques d'été de 2016
Alors qu'elle est qualifiée pour les Jeux olympiques d'été de 2016 à Rio de Janeiro au Brésil, elle est la plus jeune golfeuse à ces Jeux. Elle termine à la 41e place.

### Jeux olympiques d'été de 2020
En 2021, elle participe aux Jeux olympiques d'été de 2020 de Tokyo au Japon se déroulant un an plus tard en raison de la pandémie due à la maladie à coronavirus 2019. C'est sa deuxième participation à des Jeux olympiques après ceux de l'été de 2016 à Rio de Janeiro au Brésil.
Les épreuves de golf féminin débutent le 23 juillet. Elle y participe après avoir terminé 45e sur la liste de qualification pour les Jeux olympiques. Elle fut ainsi la première indienne à se qualifier pour les Jeux olympiques de Tokyo avec deux autres indiens : Anirban Lahiri et Udayan Mane.
Alors qu'elle termine à la 41e place en 2016, elle décroche la quatrième place à Tokyo.